# Обрезина
Обрезина је насељено место у саставу Града Велике Горице, у Туропољу, Хрватска.

## Становништво
На попису становништва 2011. године, Обрезина је имала 555 становника.

## Попис1991.
На попису становништва 1991. године, насељено место Обрезина је имало 384 становника, следећег националног састава:
| Попис 1991.‍ | Попис 1991.‍ | Попис 1991.‍ | Попис 1991.‍ | Попис 1991.‍ |
| ----------- | ----------- | ----------- | ----------- | ----------- |
|             |             |             |             |             |
| Хрвати      | Хрвати      |             | 381         | 99,21%      |
| Срби        | Срби        |             | 2           | 0,52%       |
| непознато   | непознато   |             | 1           | 0,26%       |
| укупно: 384 |             |             |             |             |